# Asseconia
Aseconia, Asseconia ou Assegonia era uma localidade romana pertencente à Via XIX que ia de Bracara Augusta (atual Braga) até Astúrica Augusta (atual Astorga), situada no que é hoje a Galiza, noroeste de Espanha. Segundo o Itinerário de Antonino, Aseconia, estaria situada entre Iria (Iria Flávia), a 12 milhas, e Brevis (Castrofeito, no concelho do Pino), a 22 milhas. É comum identificar-se a situação do povoado com o local onde se encontra a catedral de Santiago de Compostela.[carece de fontes?]